# Technik-Museum Sinsheim

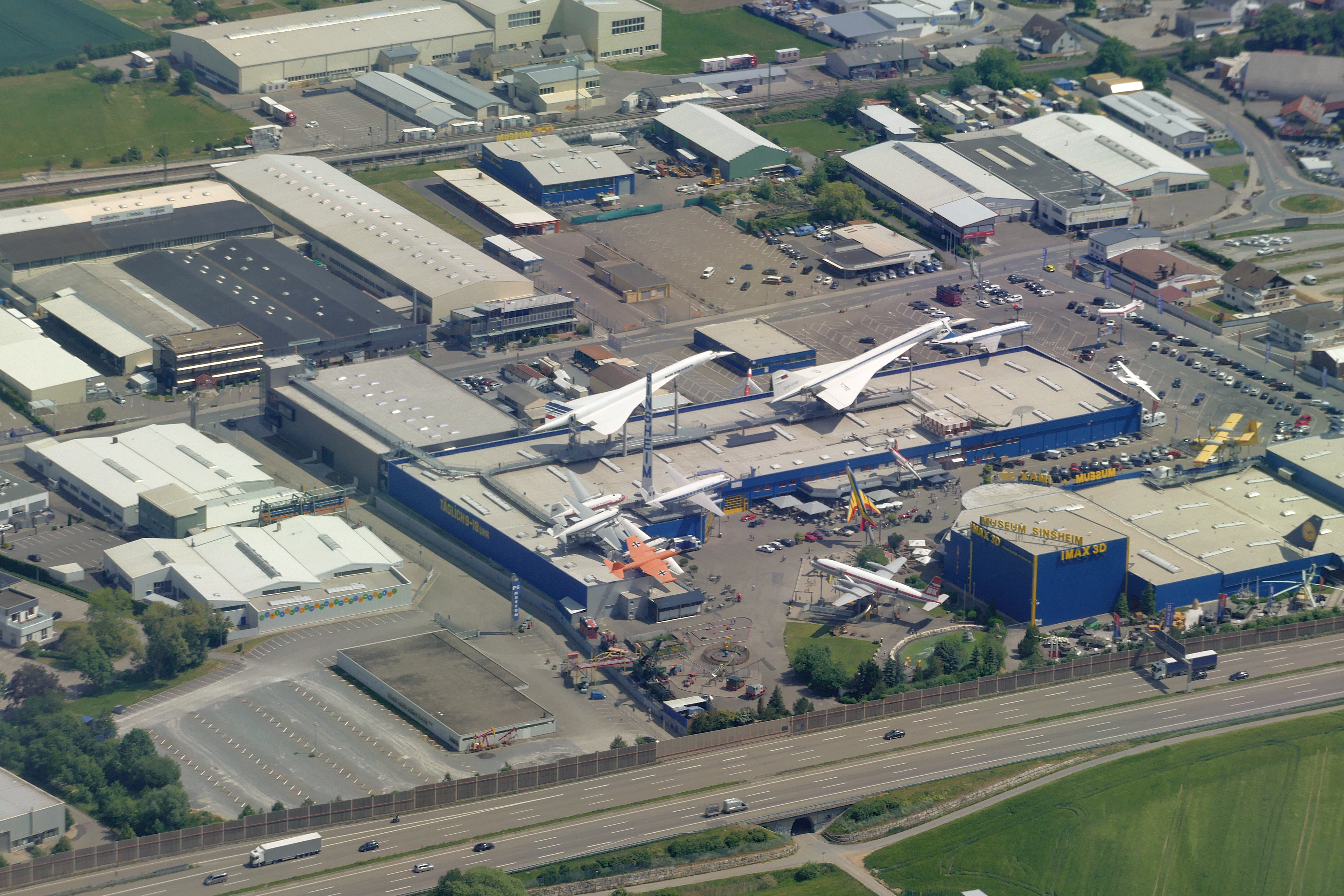
Panoramablik op het museum, gezien vanaf het ‘vliegdek’

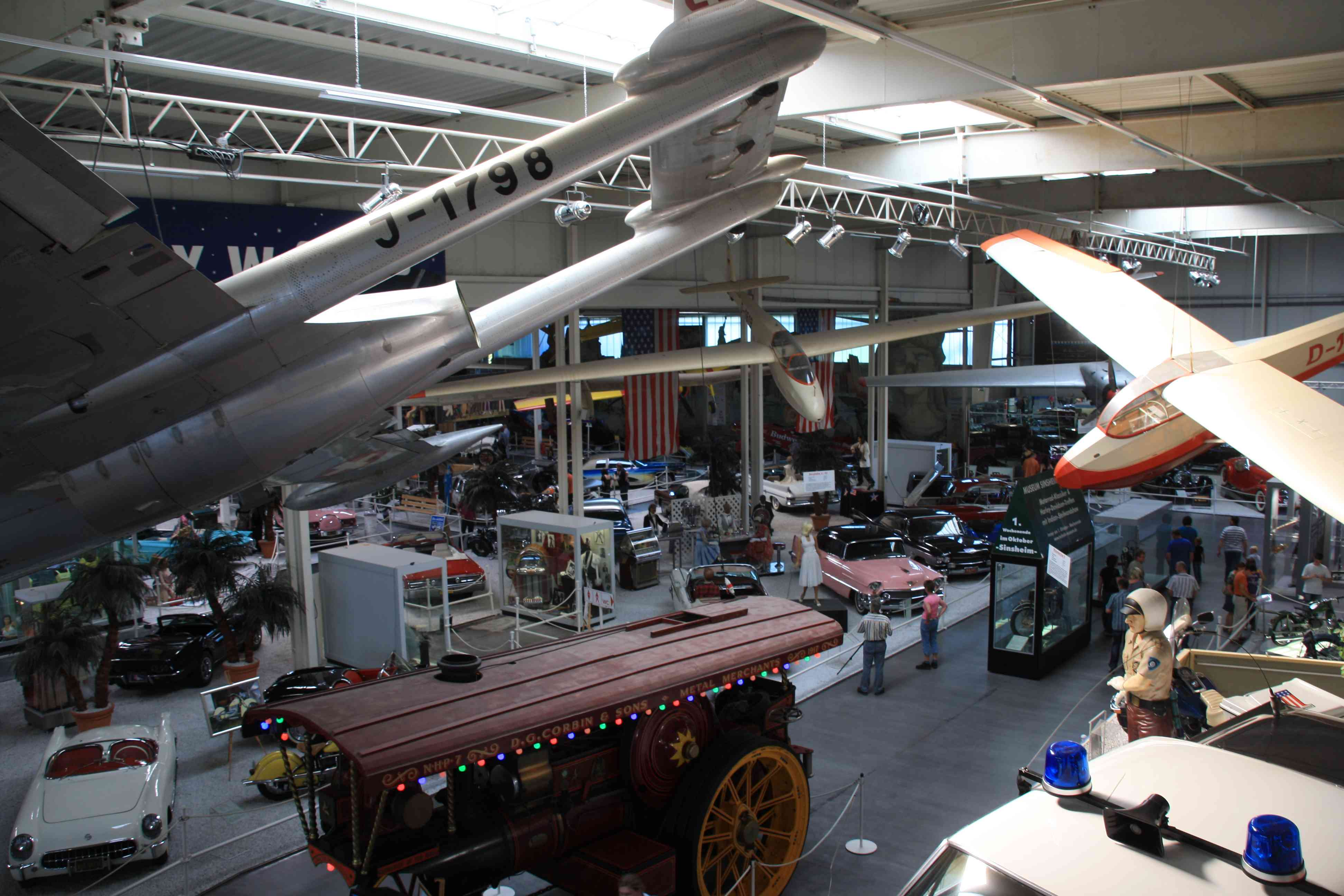
Binnenkant van een tentoonstellingshal

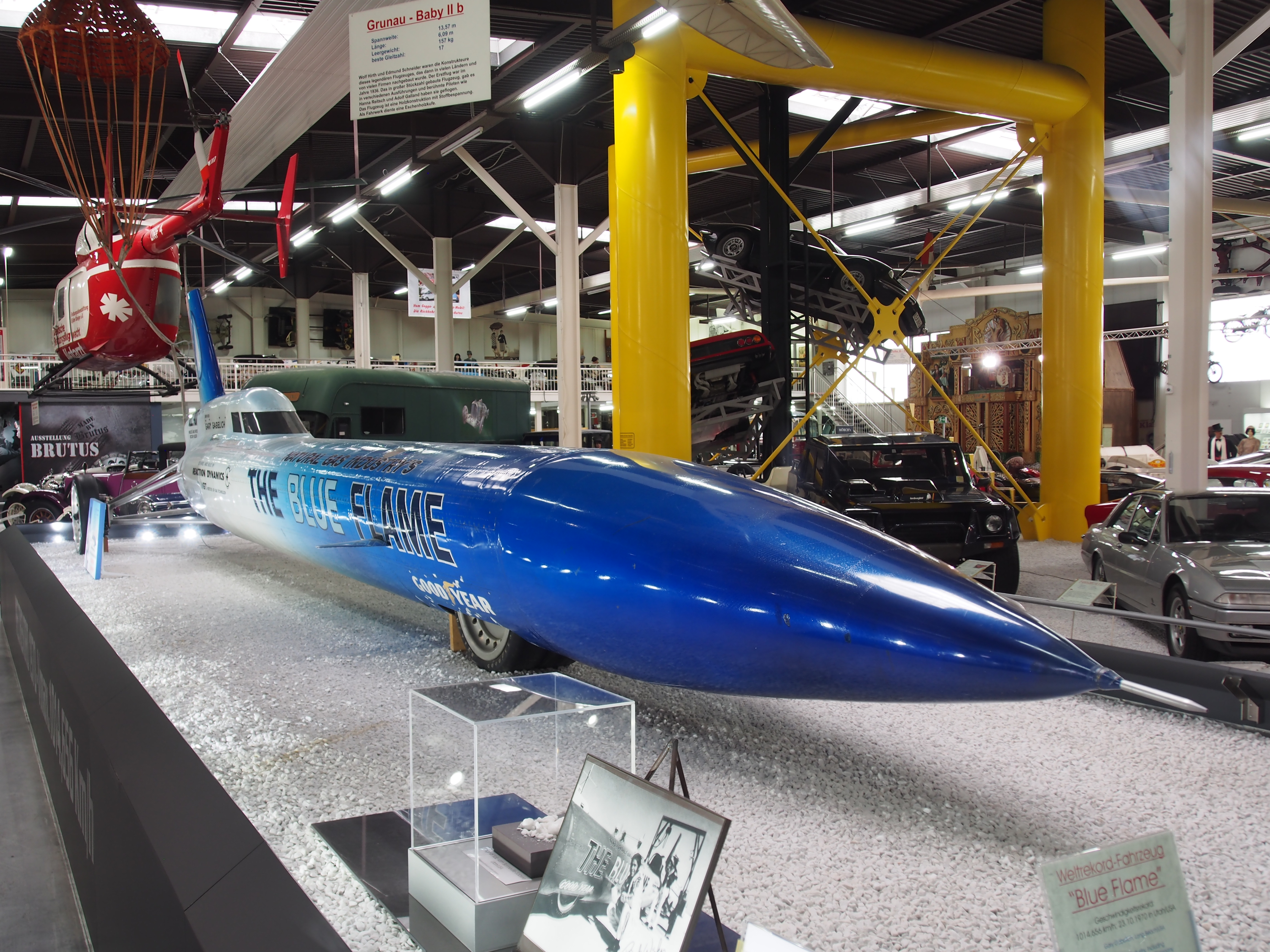
Raketwagen Blue Flame (1970)

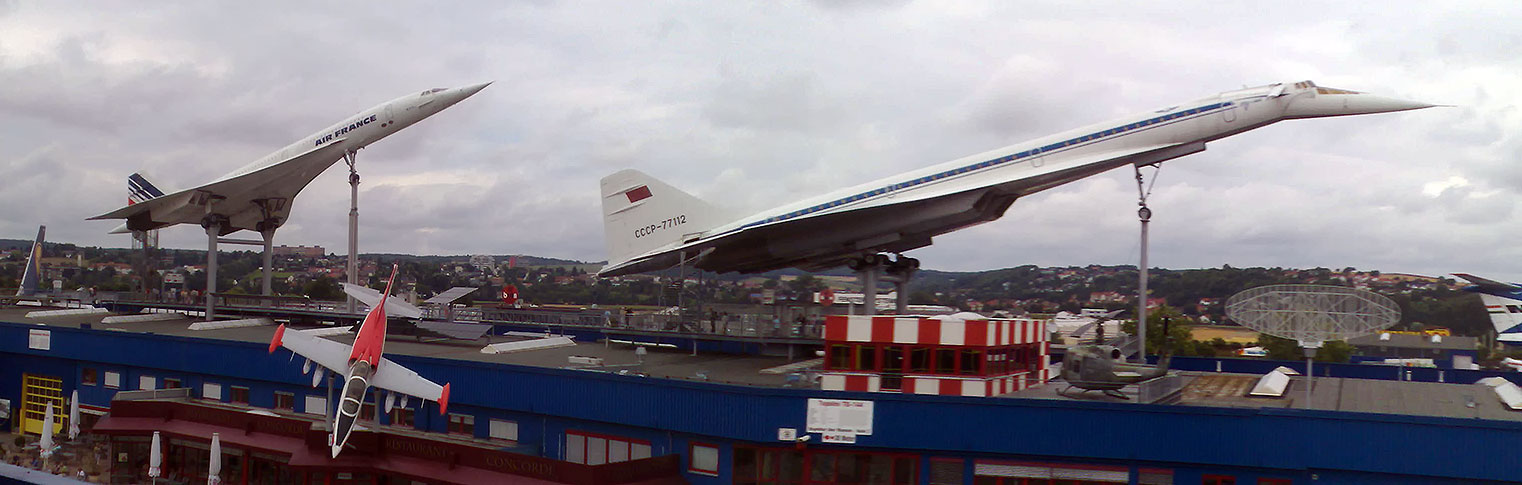
Voor het publiek toegankelijke Concorde van Air France

Het Technik Museum Sinsheim is een techniekmuseum met een sterke nadruk op gemotoriseerde vervoermiddelen. Het is sinds de opening in 1981 gevestigd in de stad Sinsheim in de Duitse deelstaat Baden-Württemberg.
De twee supersonische verkeersvliegtuigen Concorde en Toepolev Tu-144, die bij elkaar staan, vormen de opvallendste attractie, maar het museum beschikt over diverse collecties. Behalve meer dan driehonderd oldtimer-auto's zijn er collecties op gebieden van landbouwvoertuigen en bedrijfsmiddelen, spoormaterieel, luchtvaart, ruimtevaart en militaire techniek tot mechanische muziekinstrumenten. Het museum is opgericht door auto-enthousiasten, met de ondernemer Eberhard Layher als initiatiefnemer.

## Beschrijving
In het museum zijn – deels in hallen en deels in de open lucht – meer dan 3000 objecten te zien, verspreid over een oppervlakte van meer dan vijf hectare. Het techniekmuseum is het hele jaar geopend en trekt jaarlijks ruim een miljoen bezoekers. Het museum is verbonden met het Technik Museum Speyer in de gelijknamige stad.
Naast horecavoorzieningen zijn er op het museumterrein nog diverse andere bezoekersattracties, waaronder een speeltuin, rij-simulatoren, een speelparadijs met onder meer bestuurbare mini-auto's, en glijbanen.
Het museum wordt geëxploiteerd door een vereniging zonder winstoogmerk en wordt uitsluitend gefinancierd uit entreegelden, donaties en ledencontributies. Het museum is per trein te bereiken: in 1995 is daartoe de spoorweghalte Sinsheim Museum/Arena geopend. De Autobahn A6 loopt langs het museumterrein, en afrit nummer 33b, Sinsheim Zuid, daarvan is dichtbij.

## Geschiedenis
Eind 1980 wilden verzamelaars en restauratoren hun collecties aan een groot publiek laten zien. Op initiatief van Eberhard Layher, van het in bouwsteigers gespecialiseerde internationale familiebedrijf Layher, werd een museumvereniging opgericht. Op 6 mei 1981 opende het museum zijn deuren onder de naam Auto & Technikmuseum Sinsheim. Enkele mijlpalen:
- In 1982 verwierf het museum de raketwagen The Blue Flame, de auto die het snelheidsrecord met staande start boven de 1000 kilometer per uur bracht.
- In 1988 ontving het museum verschillende vliegtuigen: een Douglas DC-3, een Boeing Vertol-helikopter en een afgedankte Iljoesjin Il-14, die door een helikopter van het Duitse leger op het museumterrein werd geplaatst. Dat jaar werd bovendien een volledig gerestaureerde J.A. Maffei-sneltrein tentoongesteld.
- In 1989 kreeg het museum een Toepolev Tu-134 in bezit.
- In 1990 is er een Formule 1-collectie samengesteld, volgens het museum de grootste permanente tentoonstelling van Europa over deze raceklasse.
- In 1996 opende de IMAX-bioscoop in het techniekmuseum en in 1998 produceerde het museum zijn eerste eigen IMAX-film, onder de titel 'Klassiker' (Klassiekers).
- Aan het begin van de 21e eeuw werd de museumcollectie met nog enkele vliegtuigen uitgebreid. Het supersonische vliegtuig Toepolev Tu-144 arriveerde in 2000 in Sinsheim na een reis van 4.000 kilometer en staat sinds 2001 op het dak van museumhal 2. In 2004 kreeg het gezelschap van een Concorde van Air France, die het museum een jaar eerder voor de symbolische prijs van 1 euro kon overnemen. Sinds 2005 is ook een blusvliegtuig van het type Canadair CL-215 in het museum te zien.
- In 2018 werd de verzameling American Dream Cars flink uitgebreid.

## Zwaartepunten van de collectie
Het grootste deel van de museumcollectie bestaat uit voertuigen in de breedste zin van het woord: van een kinderwagententoonstelling tot aan een verzameling originele fietsen en een afdeling met motorfietsen, personenwagens, sportwagens, Formule-1-racewagens, dragsters en het wereldrecordvoertuig The Blue Flame tot aan een militaire tentoonstelling met pantservoertuigen. Maar er zijn ook talrijke historische (stoom-)locomotieven te bekijken.
Het tweede accent ligt op vliegtuigen. Op enkele uitzonderingen na zijn deze voor het publiek toegankelijk. Vooral de Franse Concorde en de Russische Toepolev Tu-144 zijn publiekstrekkers. Sinsheim is de enige plaats, waar deze twee supersonische passagiersvliegtuigen samen te zien zijn.
De expositiestukken zijn thematisch gegroepeerd en kunnen door bezoekers van dichtbij worden bekeken. Bij elk museumstuk staat een informatiebord met de belangrijkste gegevens, maar uitleg over de historische ontwikkelingen en de onderliggende technologische vooruitgang of achtergronden ontbreekt soms. Op aanvraag organiseert het museum rondleidingen, met tekst en uitleg bij de museumstukken.
Daarnaast beschikt het museum ook over een IMAX-3D-bioscoop voorzien van 4K-technologie met een projectiescherm van 22x27 meter.

## Voor het publiek toegankelijke vliegtuigen

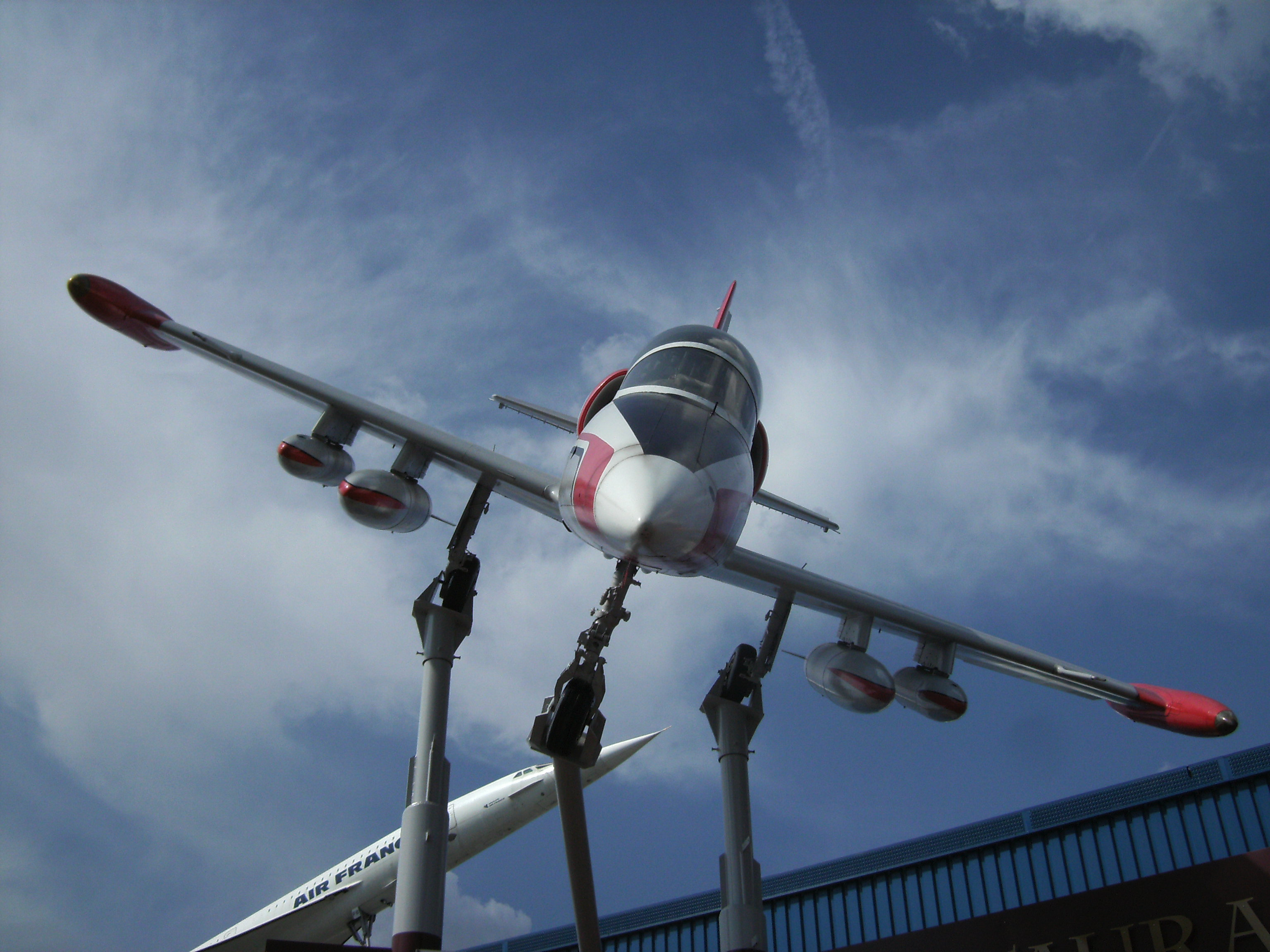
Aero L-39 Albatros in de buitenruimte

Een aantal van de grotere vliegtuigen zijn toegankelijk voor het publiek. Bezoekers worden eerst door het passagiersgedeelte (waar het interieur is verwijderd of afgedekt met doorzichtig plastic) geleid, waarna de rondgang eindigt bij de cockpit die met een plexiglaspaneel is afgesloten.
De vliegtuigen die toegankelijk zijn:
- Concorde
- Toepolev Tu-144
- Junkers Ju 52/3m
- Douglas DC-3
- Iljoesjin Il-18
- Vickers Viscount
- Iljoesjin Il-14
- Canadair CL-215

## Andere expositiestukken
- Een volledig bewaard gebleven stoommachine, die tegen betaling in werking kan worden gezet
- 300 oldtimers
  - Een Mercedes- en Maybachtentoonstelling
  - Een verzameling American-Dream-cars (uit de jaren 1950)
  - Een verzameling Corvettes uit de jaren 1960

- American LaFrance ‘Brutus’ (experimentele racewagen, door het museum gebouwd op een chassis uit 1907 met een 12-cilinder BMW vliegtuigmotor VI van de 8-serie met een inhoud van bijna 47 liter)
- 40 race- en sportwagens
- Formule 1-verzameling
- The Blue Flame – wereldrecordauto (vestigde in 1970 een wereldsnelheidsrecord van 1001,66 km/uur voor landvoertuigen dat stand hield tot 1983)
- DeLorean
- Ferrari-modellen, o.a. F40, F50, Enzo, Testarossa, 365 Daytona Spyder, Dino
- 200 motorfietsen
- 27 locomotieven, o.a. Badische IV h 18 314, universele stoomlocomotief 41 113, oliegestookte goederentrein-stoomlocomotief 043 100-7, elektrische rangeerlocomotief E 60 012, Oostenrijkse Krokodil-locomotief 1089.06 en Zwitserse Krokodil-locomotief 142 82
- 60 vliegtuigen
- 150 tractoren
- Dans- en concertorgels, orchestrions
- Tank, artillerie en ander militair materieel
- Mast en rotorbladen van de windturbine Growian
- Een cockpit van een Boeing 747-200, die hydraulisch omhoog en omlaag gebracht kan worden.
- Diverse grote machines, waaronder een stoomhamer
- Een nog werkende Gattersäge, een soort spanzaag uit 1870, die vroeger door waterkracht werd aangedreven
- Het doel uit de nabijgelegen Rhein-Neckar-Arena, in welke Stefan Kießling in oktober 2013 een spookdoelpunt scoorde.